# ブライダルフェア
ブライダルフェアとは、結婚を予定しているカップルやその家族を対象としたホテル、結婚式場などで開催されるイベントのこと。
ブライダルフェアでは実際のバンケットを使った会場コーディネートをはじめ、料理・ウエディングケーキ・引出物などのアイテムの展示、結婚式を体験できる模擬挙式や模擬披露宴、ドレス試着会、料理試食会なども行われ、その会場での結婚式を具体的に知り体験することができる。